# 伊予鉄道花園線
花園線（はなぞのせん）は、愛媛県松山市の松山市駅停留場から南堀端停留場までを結ぶ伊予鉄道の軌道路線。
路線名の由来にもなっている商店街・花園町通りが同線の軌道沿いに伸びている。

## 路線データ
- 路線距離（営業キロ）：0.4km
- 軌間：1067mm
- 停留場数：2（起終点含む）
- 複線区間：全線複線
- 電化区間：全線電化（直流600V）

## 運行形態
| 系統           | 運行区間                                                 | 乗り入れる区間                                                          |
| -------------- | -------------------------------------------------------- | ----------------------------------------------------------------------- |
| ■1号線         | 環状線 松山市駅→JR松山駅前→木屋町→鉄砲町→大街道→松山市駅 | 花園線全区間を通る。 花園線を通る系統はすべて松山市駅停留場に発着する。 |

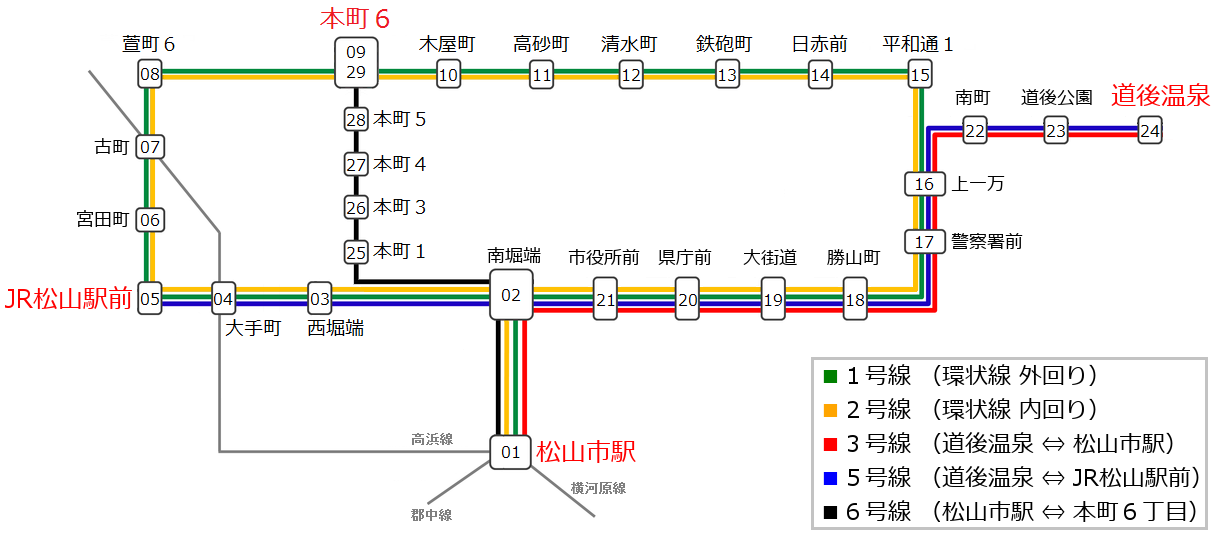
市内線の系統図

| ■2号線         | 環状線 松山市駅→大街道→鉄砲町→木屋町→JR松山駅前→松山市駅 | 花園線全区間を通る。 花園線を通る系統はすべて松山市駅停留場に発着する。 |
| ■3号線         | 松山市駅 - 大街道 - 道後温泉                             | 花園線全区間を通る。 花園線を通る系統はすべて松山市駅停留場に発着する。 |
| ■6号線         | 松山市駅 - 本町一丁目 - 本町六丁目                       | 花園線全区間を通る。 花園線を通る系統はすべて松山市駅停留場に発着する。 |
| 坊っちゃん列車 | 松山市駅 - 大街道 - 道後温泉                             | 花園線全区間を通る。 花園線を通る系統はすべて松山市駅停留場に発着する。 |

## 歴史
- 1947年（昭和22年）3月25日 開業。
- 2018年（平成30年）3月1日 6号線が道後温泉発着から松山市駅発着に変更となり、花園線を経由するようになる[1]。

## 停留場一覧
- 坊っちゃん列車以外は各停留場に停車
- ：坊っちゃん列車も乗降車可能、☆：坊っちゃん列車は降車のみ可能
- 全停留場が愛媛県松山市に所在

| 番号 | 停留場名       | 営業キロ | 系統 | 系統 | 系統 | 系統 | 系統 | 系統           | 接続路線                                               |
| ---- | -------------- | -------- | ---- | ---- | ---- | ---- | ---- | -------------- | ------------------------------------------------------ |
| 01   | 松山市駅停留場 | 0.0      | 1    | 2    | 3    |      | 6    | 坊っちゃん列車 | 伊予鉄道：■高浜線・■横河原線・■郡中線（松山市駅:IY10） |
| 02   | 南堀端停留場   | 0.4      | 1    | 2    | 3    | 5    | 6    | ☆              | 伊予鉄道：城南線                                       |